# Агнес фон Нюрнберг
Агнес фон Нюрнберг (на немски: Agnes von Nürnberg, Agnes von Zollern-Nürnberg; * пр. 1326; † сл. 6 октомври 1363 или сл. 20 февруари 1364) от род Хоенцолерн е бургграфиня от Нюрнберг и чрез женитби графиня на Нойфен-Марщетен-Грайзбах и на Верденбер-Хайлигенберг.

## Произход
Тя е четвъртата дъщеря на бургграф Фридрих IV фон Нюрнберг (1287 – 1332) и съпругата му принцеса Маргарета от Каринтия (1290 – 1348) от род Горица-Тирол, дъщеря на граф Албрехт фон Тирол († 1292), и внучка на херцог Майнхард II.
Сестра е на Йохан II († 1357), бургграф на Нюрнберг, Конрад III († 1334), бургграф на Нюрнберг, Фридрих фон Цолерн († 1368), княжески епископ на Регенсбург (1340 – 1365), Албрехт Красивия († 1361), бургграф на Нюрнберг, Бертхолд фон Цолерн († 1365), княжески епископ на Айхщет (1351 – 1365).

## Фамилия
Първи брак: на 24 септември 1336 г. във Фрайзинг се омъжва за граф Бертхолд IV фон Нойфен-Марщетен-Грайзбах († 3 април/8 юни 1342), син на граф Албрехт III фон Нойфен-Марщетен-Грайзбах († 1306) и Елизабет фон Грайзбах († сл. 1316). Тя е втората му съпруга. Той е един от най-важните съветници на император Лудвиг IV Баварски. Те нямат деца.
Втори брак: между 3 юли 1343 и 5 юли 1344 г. се омъжва за граф Албрехт II фон Верденберг-Хайлигенберг († 22 юли 1371/6 януари 1373), син на граф Албрехт I фон Верденберг-Хайлигенберг († ок. 1364/1365) и съпругата му Катарина фон Кибург († 1342). Те имат децата:
- Албрехт III фон Верденберг-Хайлигенберг-Блуденц (* пр. 1367; † 1420), последният граф на Блуденц, женен на 15 февруари 1383 г. в Шаунбург за Урсула фон Шаунберг († сл. 10 август 1412)
- Албрехт IV фон Верденберг-Хайлигенберг († 4 май 1418), граф на Верденберг-Хайлигенберг, женен пр. 1336 г. за Агнес фон Монфор-(Тостерс) († 30 март сл. 1394)
- Хайнрих IV фон Верденберг-Хайлигенберг-Райнек († 24 декември 1392/24 юни 1393), граф на Верденберг-Райнек, женен за Анна фон Монфор († сл. 22 април 1379), сестра на Агнес фон Монфор-(Тостерс)
- Елизабет фон Верденберг († 2 май 1419), омъжена пр. 1 октомври 1367 г. за Улрих II, господар на Рецюнс (+ сл. 1415)
- Катарина фон Верденберг († сл. 1397), омъжена I. за граф Дитхелм VI фон Тогенбург († 1385), II. 1386/1387 г. за граф Хайнрих V фон Верденберг-Сарганс-Вадуц († 1397).